# Walworth (Wisconsin)
Walworth és una població dels Estats Units a l'estat de Wisconsin. Segons el cens del 2000 tenia 2.304 habitants.

## Demografia
Segons el cens del 2000, Walworth tenia 2.304 habitants, 850 habitatges, i 582 famílies. La densitat de població era de 613,5 habitants per km².
Dels 850 habitatges en un 35,5% hi vivien nens de menys de 18 anys, en un 53,3% hi vivien parelles casades, en un 10,6% dones solteres, i en un 31,5% no eren unitats familiars. En el 26,1% dels habitatges hi vivien persones soles l'11,8% de les quals corresponia a persones de 65 anys o més que vivien soles. El nombre mitjà de persones vivint en cada habitatge era de 2,57 i el nombre mitjà de persones que vivien en cada família era de 3,11.
Per edats la població es repartia de la següent manera: un 26,9% tenia menys de 18 anys, un 7% entre 18 i 24, un 28,3% entre 25 i 44, un 20,1% de 45 a 60 i un 17,8% 65 anys o més.
L'edat mediana era de 37 anys. Per cada 100 dones de 18 o més anys hi havia 83,4 homes.
La renda mediana per habitatge era de 43.672 $ i la renda mediana per família de 51.630 $. Els homes tenien una renda mediana de 35.492 $ mentre que les dones 23.693 $. La renda per capita de la població era de 19.311 $. Aproximadament el 5,4% de les famílies i el 8,7% de la població estaven per davall del llindar de pobresa.

## Poblacions més properes
El següent diagrama mostra les poblacions més properes.